# Orgullo de Ámsterdam
Orgullo de Ámsterdam, también conocido como Orgullo Gay de Ámsterdam, es un festival queer en toda la ciudad que se celebra anualmente en el centro de Ámsterdam durante el primer fin de semana de agosto. El festival atrae a varios cientos de miles de visitantes cada año y es uno de los eventos anuales públicos más importantes de los Países Bajos.

## Historia

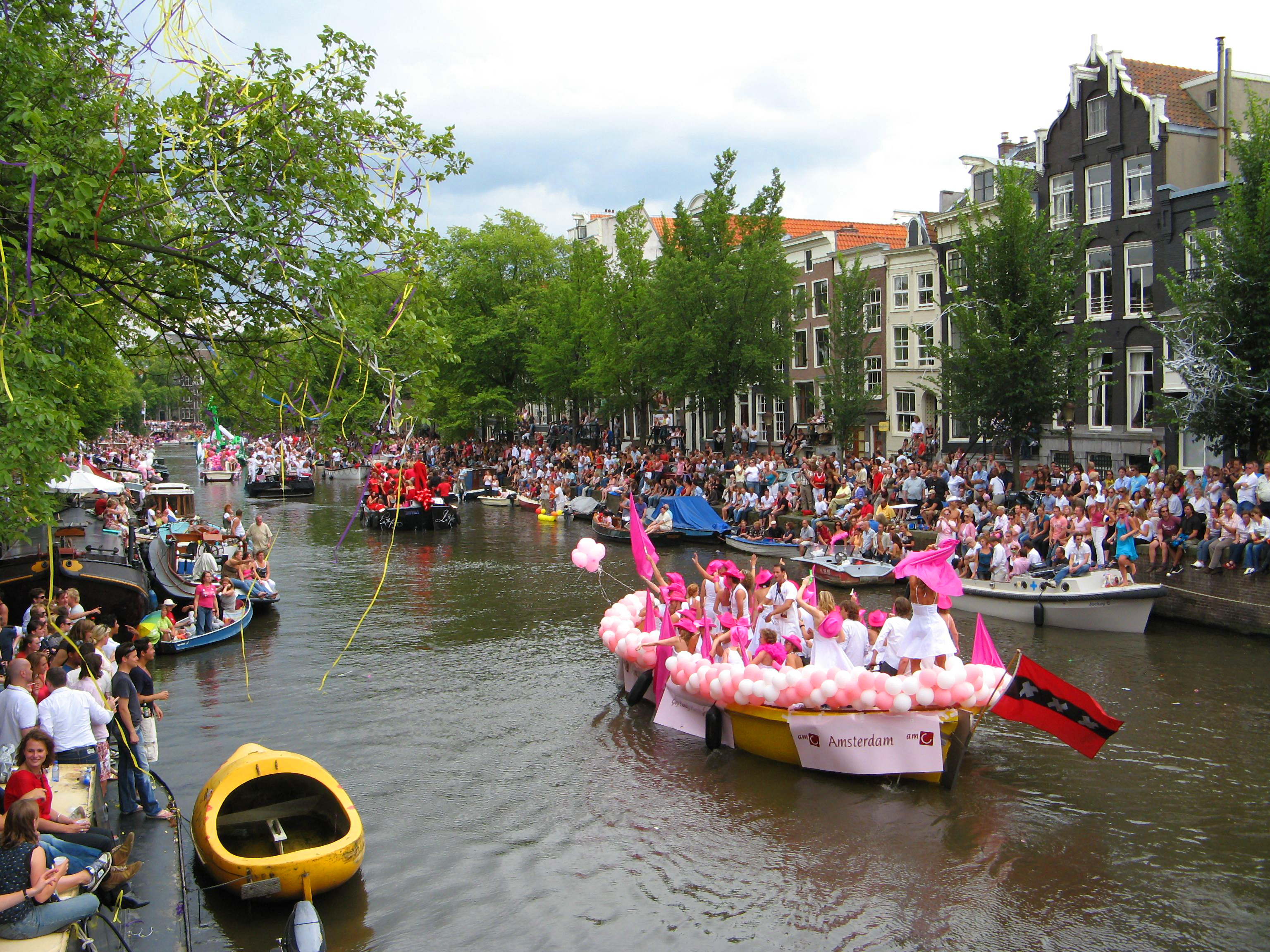
Desfile de barcos en el Orgullo Gay de Ámsterdam en 2008.

El Orgullo de Ámsterdam se organizó por primera vez en 1996, como un festival para celebrar la libertad y la diversidad. Por lo tanto, no fue como muchos otros orgullos gay, que comenzaron como manifestaciones por la igualdad de derechos. Este último propósito sirvió para otro evento, que se llama Sábado Rosa (en neerlandés: Roze Zaterdag) desde 1979 y se lleva a cabo en una ciudad diferente cada año desde 1981.
El pico del festival es durante el Canal Parade, un desfile de barcos de gran variedad el primer sábado de agosto, que generalmente va desde Westerdok sobre Prinsengracht, el río Ámstel, Zwanenburgwal y Oudeschans hasta Oosterdok. En 2014, el primer barco judío y el primer barco marroquí participaron en el Desfile del Orgullo Gay en el Canal de Ámsterdam. Dana International estaba en el barco judío, así como las gemelas Fokkens (Louise Fokkens y Martine Fokkens), que son famosas en los Países Bajos por haber trabajado 50 años como trabajadoras sexuales en el barrio rojo de Ámsterdam antes de jubilarse a principios de 2014. Marianne van Praag, una rabino reformista de La Haya, era el único rabino a bordo del barco judío.
El Orgullo Gay de Ámsterdam suele abarcar una semana de diversas actividades para personas lesbianas, gays, bisexuales y transgénero (LGBT), incluidas exposiciones, eventos culturales y deportivos. También hay fiestas callejeras en las calles donde hay una concentración de bares gay, como Reguliersdwarsstraat, Zeedijk, Warmoesstraat y junto al río Ámstel. En Rembrandtplein hay una fiesta de clausura el domingo después del Canal Parade.

### Cambio de nombre

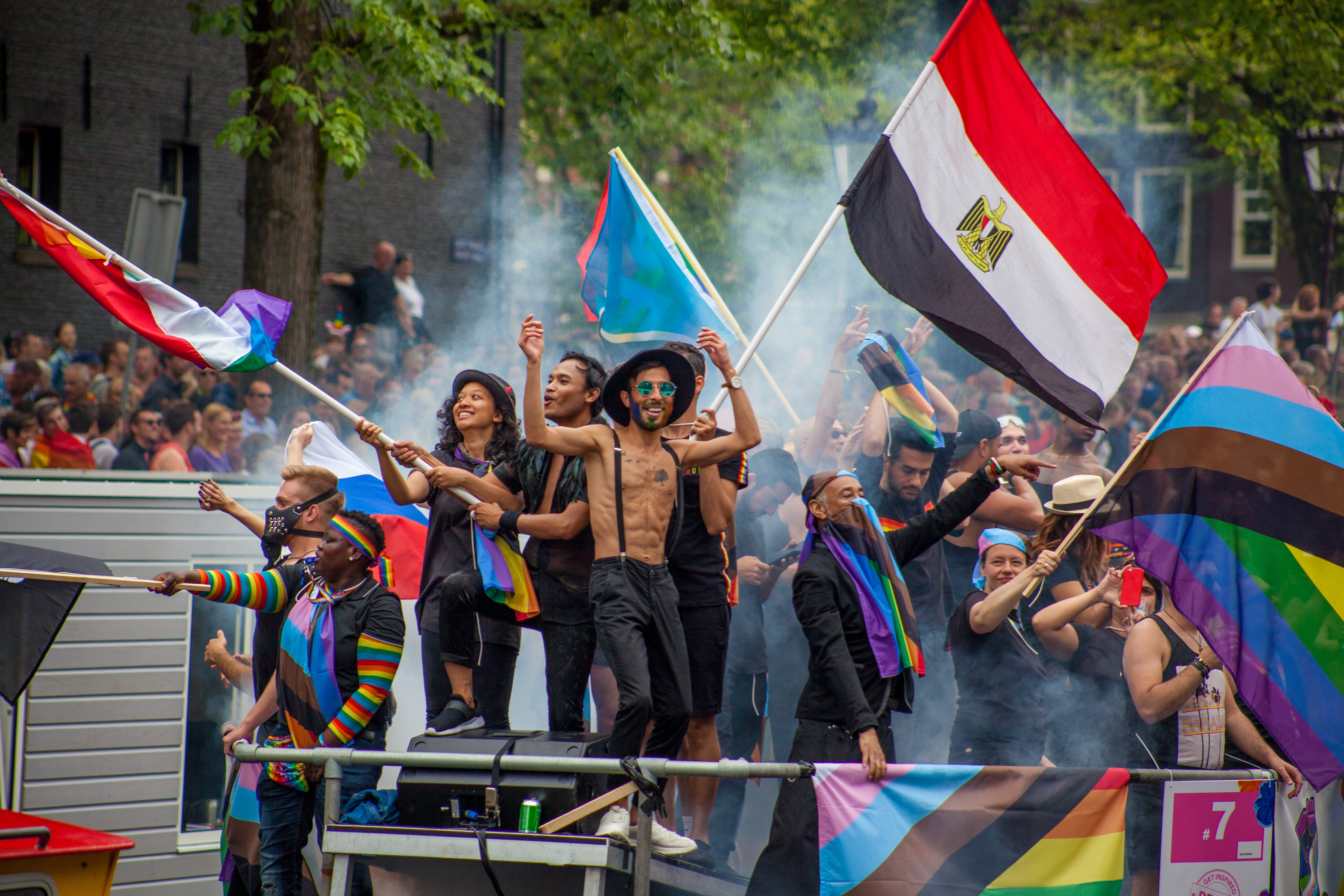
Desfile del orgullo en el Canal de Ámsterdam en 2019.

En 2015, la junta organizadora del Orgullo Gay de Ámsterdam adoptó un enfoque diferente con respecto al nombre del festival. La fundación ProGay, que fundó el festival, argumentó que el término "gay" no expresaba suficientemente la diversidad entre los participantes del Orgullo. La presidenta de la junta, Irene Hemelaar, confirmó que el cambio se llevaría a cabo, pero el cambio de nombre solo se produjo en 2017. Al cambiar el nombre del festival, esperaban alentar a otros grupos a ser más inclusivos en sus eventos anuales. Las Unidades de Policía de los Países Bajos participan en un evento anual que ilustra la inclusión de los Países Bajos. El Departamento de Policía de los Países Bajos viste uniformes rosados durante el festival para enfatizar el apoyo del departamento a la comunidad LGBT.
En 2016, el EuroPride cambió su nombre de comunidad a LGBTI, I por intersexual, ya que fue el primer año en el que apareció una comunidad intersexual en la programación del festival. Desde que los Países Bajos aprendieron sobre la comunidad intersexual, digerir y aprender su cultura ha sido su principal prioridad. El cambio de nombre y la aparición de la letra I en LGBTI trabajaron para formar un entorno más inclusivo para que todas las personas celebraran su género y sexualidad.
En 2017, los organizadores del Día del Orgullo de Irán decidieron participar en el festival del Orgullo de Ámsterdam, aunque tuvieron que cubrirse el rostro para evitar ser procesados a su regreso a Irán.